# Rudy Williams
Rudy Williams (Newark, 1909 - 1954) was een Amerikaanse jazzsaxofonist van de swing en de mainstream jazz.

## Biografie
Williams was de zoon van de orkestleider Fess Williams en een neef van Charles Mingus. Hij begon op 12-jarige leeftijd saxofoon te spelen. In 1937 voegde hij zich bij The Savoy Sultans van Al Cooper, waarmee hij veel opnamen maakte, waaronder hun hit Little Sally Water uit 1939, solo volgens de gezongen invitatie Ride Rudy Ride, verder solo Sam Massenberg (trompet). Hij telt als een van de top-altsaxofonisten in het New Yorkse circuit voor Charlie Parker (naast Benny Carter en Johnny Hodges). Ook Williams werd al aan het begin van de bop beïnvloed door Parker. Tijdens de jaren 1940 speelde hij met Hot Lips Page, Luis Russell, Chris Columbus en John Kirby en tijdens de tweede helft van het decennium met eigen bands in Boston en New York.
In 1948 speelde hij met Tadd Dameron en nam hij als deel van diens sextet op in het Royal Roost (met Fats Navarro, Kenny Clarke, Curley Russell, Allen Eager). Daarna was hij tot begin jaren 1950 werkzaam in Boston, trad hij op met Illinois Jacquet en Gene Ammons in Californië, toerde hij met Oscar Pettiford in Japan en nam hij op met Howard McGhee.
Hij is ook te horen op opnamen van Eddie Lockjaw Davis, Dud Bascomb, Eddie 'Cleanhead' Vinson, Babs Gonzales, Don Byas, Bennie Green, Johnny Hodges en Tadd Dameron, maar publiceerde nooit onder zijn eigen naam. Tom Lord noteerde 31 opnamesessies van 1938 tot 1954.
Naast zijn favoriete altsaxofoon speelde hij ook tenor- en baritonsaxofoon. De compositie Eulogy for Rudy Williams is afkomstig van Charles Mingus, die hij in 1954 opnam met de Jazz Composers Workshop.